# Souss-Massa-Draâ
Souss-Massa-Draâ (arabisch سوس ماسة درعة) war bis zur Verwaltungsreform von 2015 eine der 16 Regionen Marokkos und lag im Süden des Königreichs. Im gesamten Gebiet von Souss-Massa-Draâ leben etwa 4 Millionen Menschen (zumeist Berber) auf einer Fläche von insgesamt ca. 70.880 km². Die Hauptstadt der Region war das an der Atlantikküste gelegene Agadir; die fruchtbare Souss-Ebene war Bestandteil der Region.
Der Name der Region leitete sich ab von den drei großen Flüssen Oued Souss, Oued Massa und Oued Draâ.
Die Region bestand aus folgenden Präfekturen und Provinzen, deren Hauptorte oft denselben Namen haben:
- Agadir-Ida ou Tanane
- Chtouka-Aït Baha
- Inezgane-Aït Melloul
- Ouarzazate
- Sidi Ifni
- Taroudannt
- Tinghir
- Tiznit
- Zagora

Seit 2015 gehören die Präfekturen Agadir-Ida ou Tanane und Inezgane-Aït Melloul sowie die Provinzen Chtouka-Aït Baha, Taroudannt und Tiznit zur Region Souss-Massa. Die Provinzen Ouarzazate, Tinghir und Zagora gehören zur Region Drâa-Tafilalet. Die Provinz Sidi Ifni gehört zur Region Guelmim-Oued Noun.